# Susanna e il gatto
Susanna e il gatto (A Kiddie's Kitty) è un film del 1955 diretto da Friz Freleng. È un cortometraggio animato della serie Merrie Melodies, prodotto dalla Warner Bros. e uscito negli Stati Uniti il 20 agosto 1955. I protagonisti del cartone animato sono gatto Silvestro e Ettore il Bulldog.

## Trama
Silvestro stringe un patto di amicizia con una bambina di nome Susanna per poter sfuggire da Ettore che lo sta inseguendo.